# Croton alpinus
Croton alpinus là một loài thực vật có hoa trong họ Đại kích. Loài này được A.Chev. ex Gagnep. mô tả khoa học đầu tiên năm 1921 publ. 1922.